# Liste der Bodendenkmale in Hüde
In der Liste der Bodendenkmale in Hüde sind die Bodendenkmale der niedersächsischen Gemeinde Hüde aufgeführt. Die Quelle ist der Denkmalatlas Niedersachsen.
- Bitte beachten Sie, dass diese Liste keinen Anspruch auf Vollständigkeit erhebt.
- Die Angaben ersetzen nicht die rechtsverbindliche Auskunft der zuständigen Denkmalschutzbehörde.
- Es sind nur Daten aus dem Denkmalatlas verarbeitet.
- Der Stand der Liste ist der 25. Mai 2025.

Hüde im Landkreis Diepholz

## Allgemein
In den Spalten finden sich folgende Informationen des Bodendenkmales:
| Lage         | geographische Koordinaten                                                           |
| Bezeichnung  | Bezeichnung lt. Denkmalatlas                                                        |
| Beschreibung | Beschreibung lt. Denkmalatlas                                                       |
| ID           | Objekt-ID                                                                           |
| Bild         | Bild, ggf. zusätzlich mit Link zu weiteren Fotos im Medienarchiv Wikimedia Commons. |

## Hüde
| Lage                        | Bezeichnung         | Beschreibung | ID       | Bild |
| --------------------------- | ------------------- | --- | -------- | ---- |
| 52° 30′ 42″ N, 8° 22′ 14″ O | Hüde 38, Jagdgehege | Entenfang. Laut Plan aus der Zeit vor 1859 hatte der Teich eine Länge von ca. 20 Ruthen, also knapp 100 m, an den 4 Seiten die sog. Röhren von je ca. 5 Ruthen Länge. Diese Anlage war von einem Graben umgeben, der im Luftbild von 1996 erkennbar ist. Laut Plan führte ein Damm von 60 Ruthen Länge, begleitet von Gräben, zur Heerstraße. Diese Gräben sind ebenfalls im Luftbild erkennbar. Die Anlage ist heute größtenteils zerstört. Erhalten hat sich der Weiher mit dem südlich anschließenden Wall. Der Wall ist an der Basis 27 m breit und 2 m hoch. Der ganzjährig wasserführende Teich ist heute unregelmäßig geformt und misst 90 × 57 m. Der Entenfang ist in der Kurhannoverschen Landesaufnahme und in der Preußischen Landesvermessung als solcher verzeichnet. Er wurde 1678 durch Herzog Ernst August von Braunschweig-Lüneburg angelegt. | 28924911 | BW   |